# Neraudia angulata
Neraudia angulata är en nässelväxtart som beskrevs av Richard Sumner Cowan. Neraudia angulata ingår i släktet Neraudia och familjen nässelväxter. Utöver nominatformen finns också underarten N. a. dentata.

## Bildgalleri

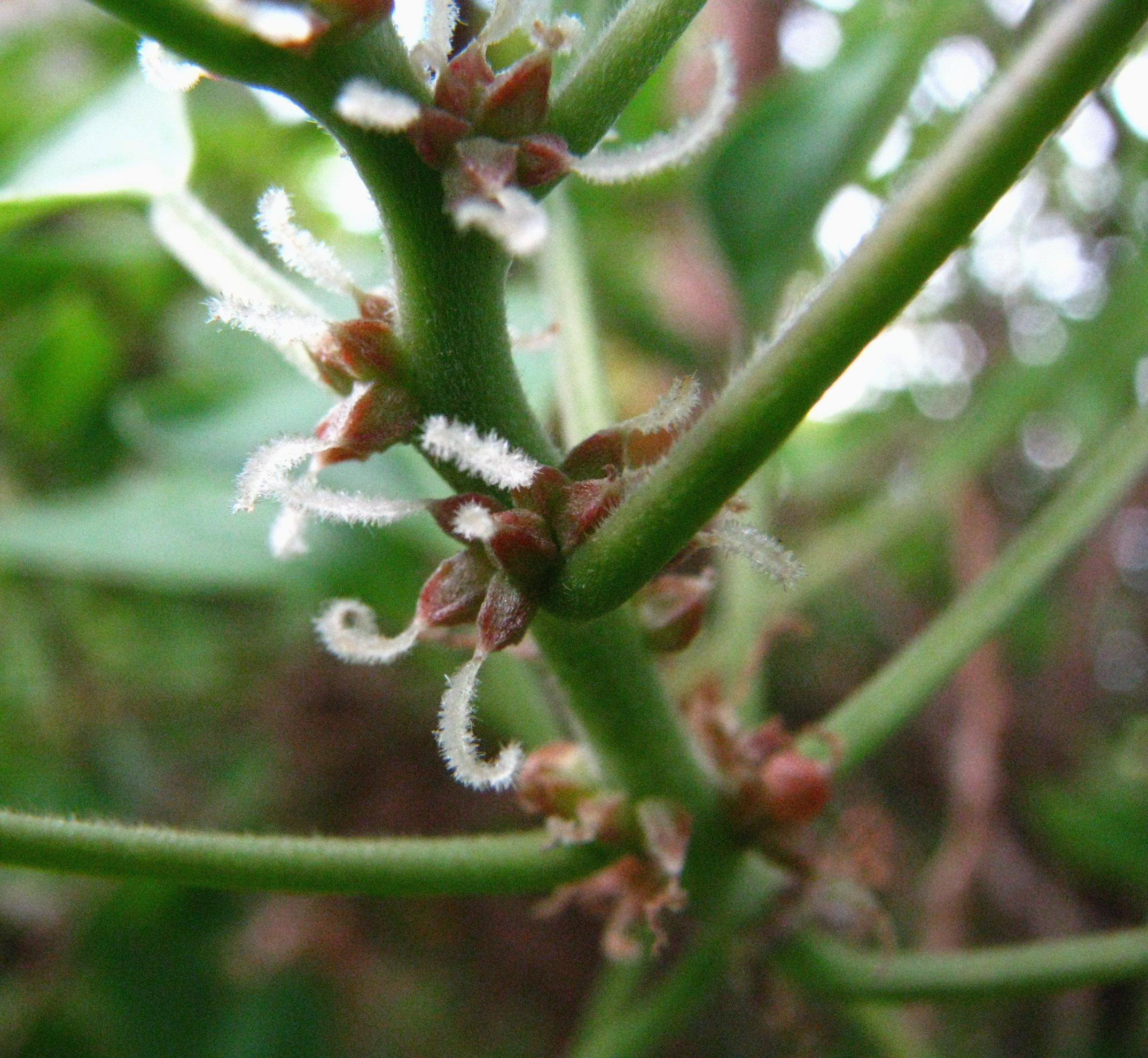
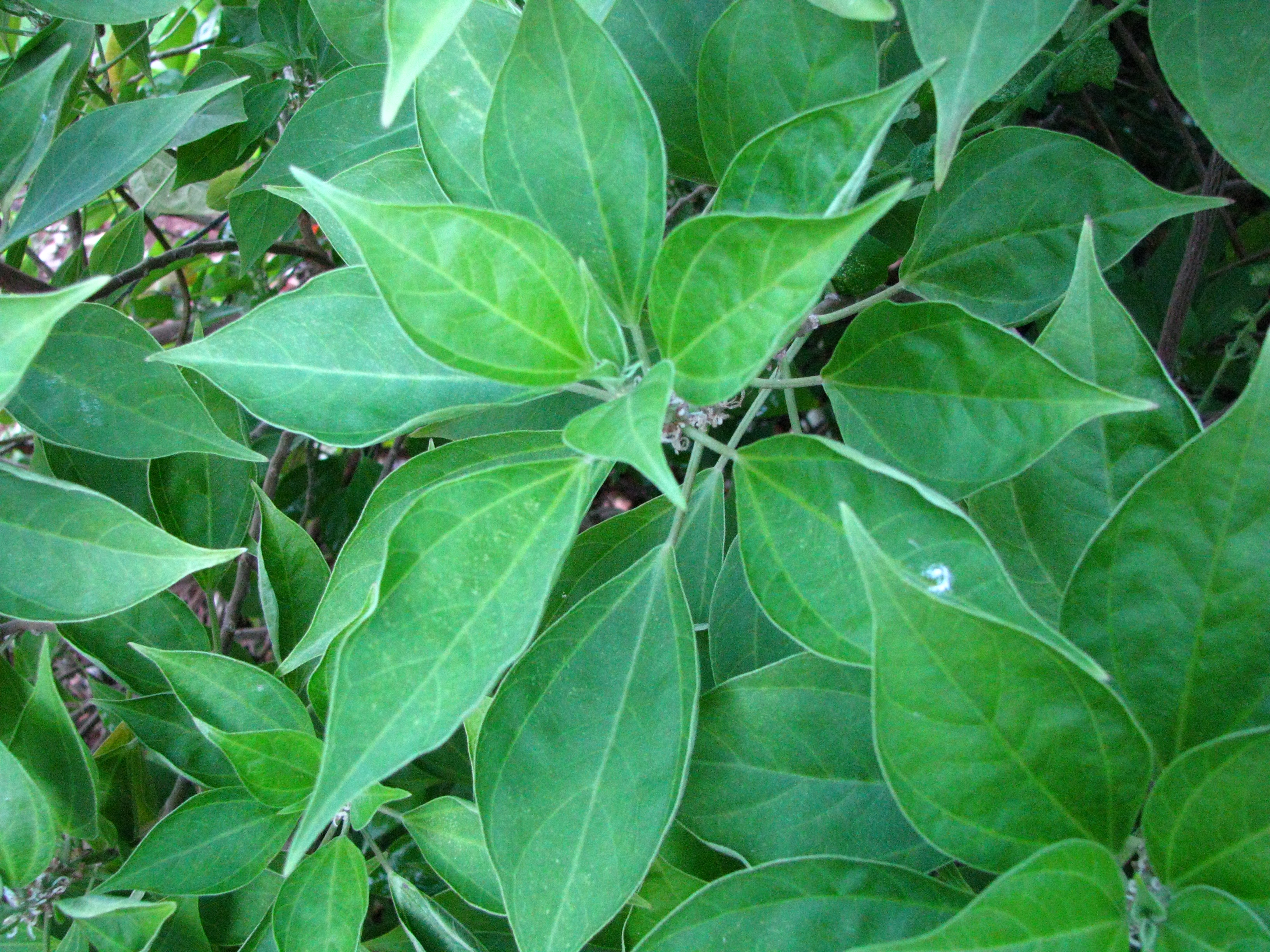
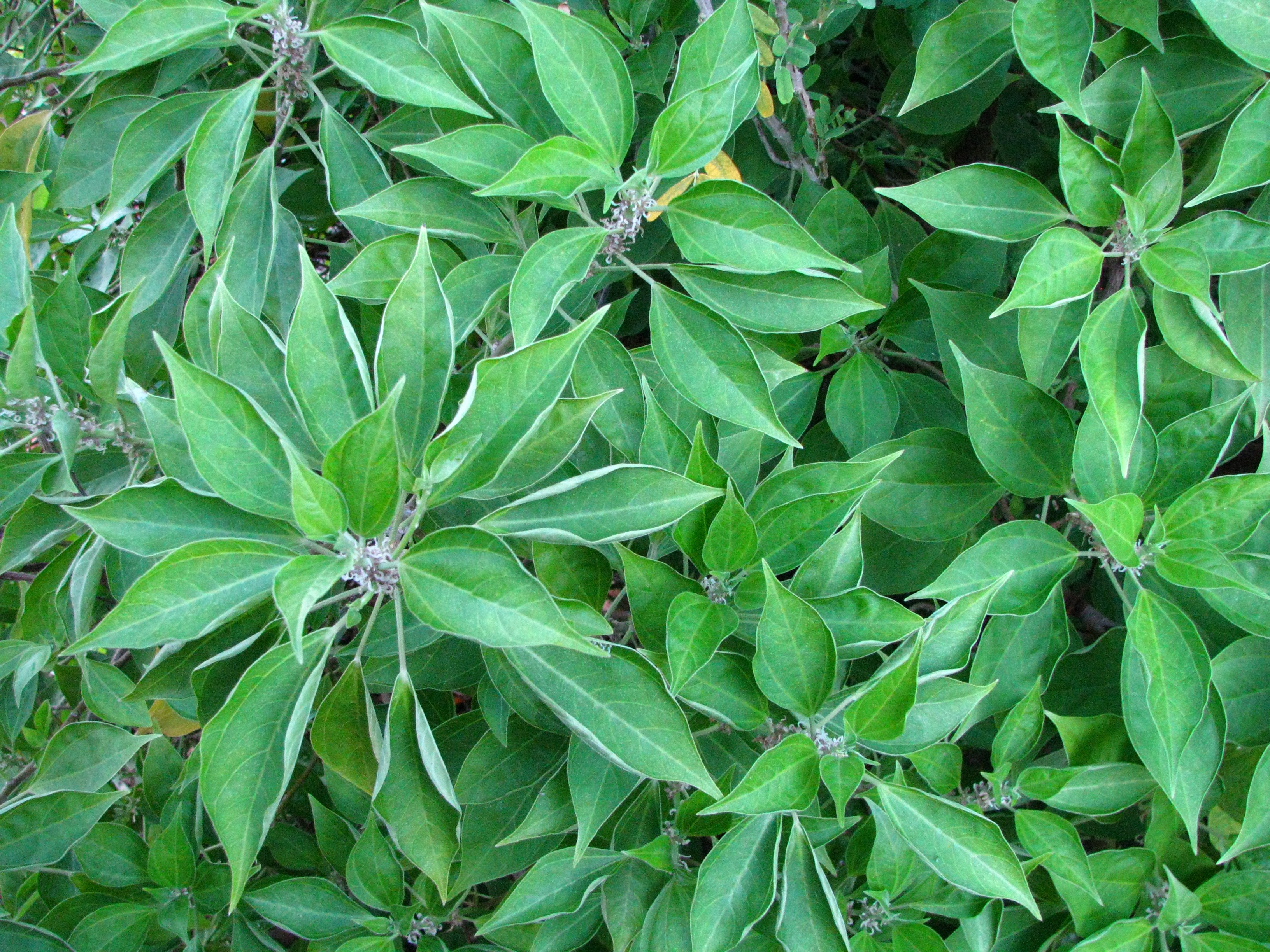
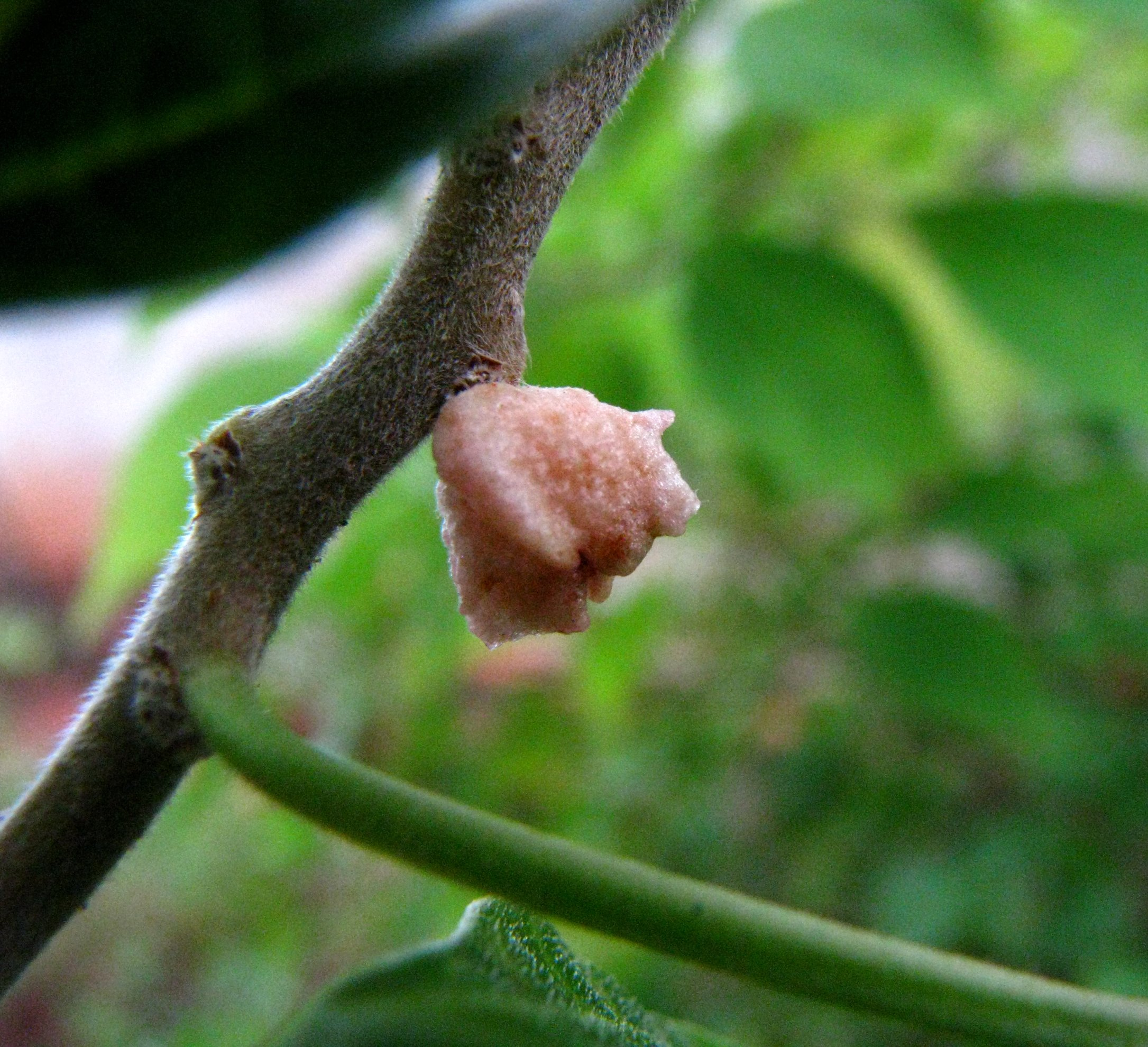
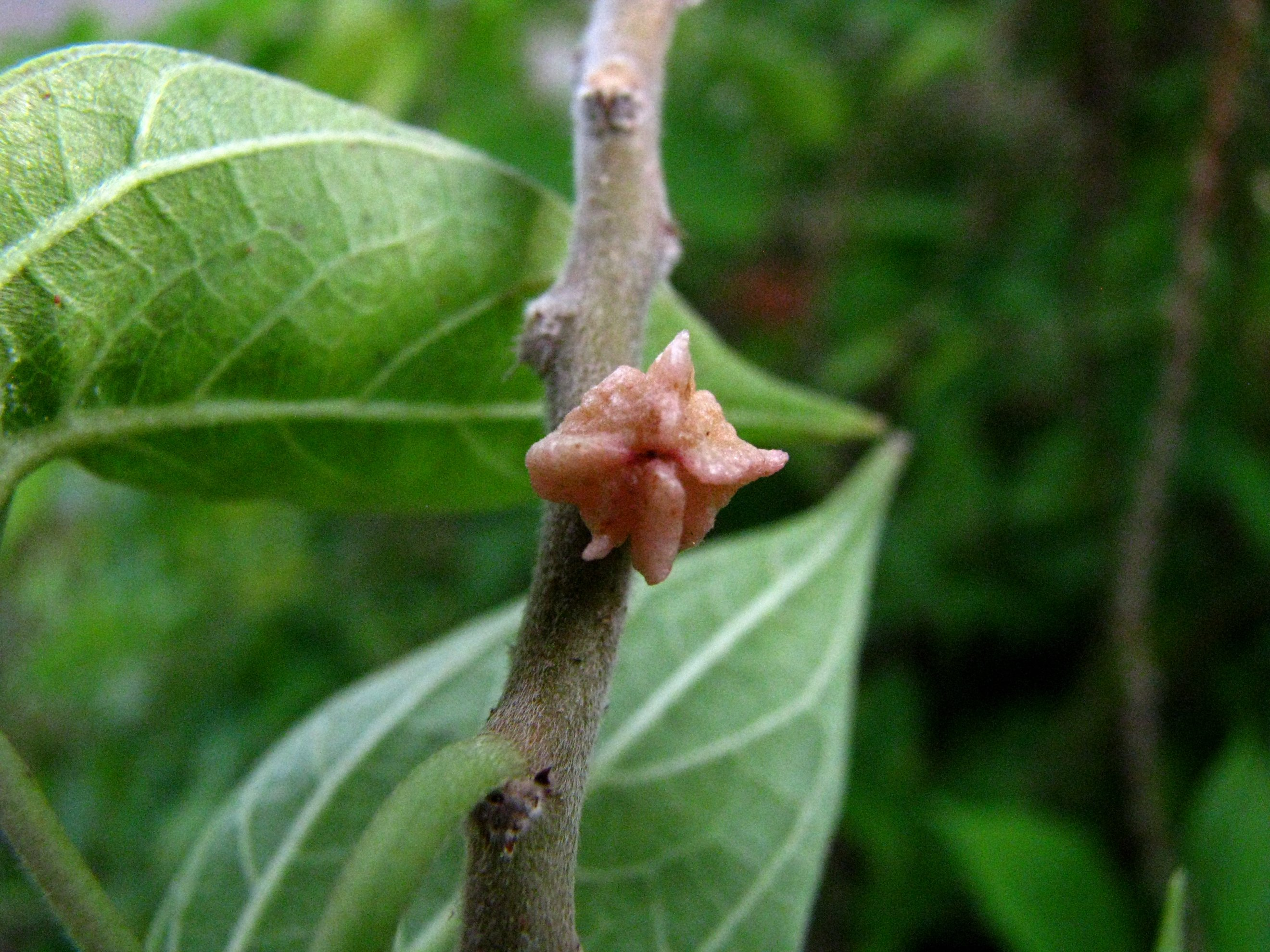